# Diakourouna
Diakourouna is een gemeente (commune) in de regio Ségou in Mali. De gemeente telt 11.700 inwoners (2009).
De gemeente bestaat uit de volgende plaatsen:
- Diakourouna
- Diourala
- Dondiésso
- Kagolosso
- N'Gorosso Bambara
- N'Gorosso Peulh
- N'Gorosso Wèrè
- N'Togosso-Bambara
- N'Togosso Markasso
- N'Togosso Sinsinguesso
- N'Togonisso
- Nirisso
- Nouguesso
- Oura Kagoua
- Oura Tompasso
- Pipenèsso
- Sinsinguesso
- Zéguélasso
- Zèguèrè